# Attila Hörbiger
Attila Hörbiger (Budapest, 21 aprile 1896 – Vienna, 27 aprile 1987) è stato un attore austriaco.

## Biografia
Figlio dello scienziato Hanns Hörbiger e fratello del celebre attore Paul Hörbiger, esordì in teatro come interprete di William Shakespeare e Friedrich Schiller. Recitò prevalentemente a Stoccarda, a Praga ed a Vienna.
Divenne famoso per i film Ritorno in patria (1941) e Non ti lascio più (1943), oltreché per le interpretazioni di ruoli quali sovrani, intellettuali e vilain.

## Filmografia parziale
- Il grande amore (Die große Liebe), regia di Otto Preminger (1931)
- Zwischen Himmel und Erde, regia di Franz Seitz (1934)
- Cuori in burrasca (Menschen vom Varieté), regia di Josef von Báky (1939)
- Das vierte Gebot, regia di Eduard von Borsody (1950)
- Maria Theresia, regia di Emil E. Reinert (1951)
- Spionage, regia di Franz Antel (1955)
- Amanti imperiali (Kronprinz Rudolfs letzte Liebe), regia di Rudolf Jugert (1956)